# Antonio Petrović
Antonio Petrović (in montenegrino Антонио Петровић; Cattaro, 24 settembre 1982) è un ex pallanuotista montenegrino e precedentemente jugoslavo, fino alla definitiva conclusione dell'esperienza federativa della Jugoslavia avvenuta nel 2003, nonché serbo-montenegrino, fino alla scissione della Serbia e Montenegro in due stati indipendenti occorsa nel 2006, vincitore di una medaglia d'oro alla World League di Podgorica del 2009, e di tre argenti: uno alla World League di Niš del 2010 e due argenti europei. Attualmente gioca nel ruolo di difensore tra le file del Primorje di Rijeka. Nel 2019 ha concluso la carriera e dal 2021 è vicepresidente della federazione montenegrina.

## Statistiche

### Presenze e reti nei club
Statistiche parziali aggiornate al 5 novembre 2011
| Stagione           | Squadra            | Campionato         | Campionato | Campionato | Coppe nazionali | Coppe nazionali | Coppe nazionali | Coppe continentali | Coppe continentali | Coppe continentali | Totale | Totale |
| Stagione           | Squadra            | Comp               | Pres       | Reti       | Comp            | Pres            | Reti            | Comp               | Pres               | Reti               | Pres   | Reti   |
| ------------------ | ------------------ | ------------------ | ---------- | ---------- | --------------- | --------------- | --------------- | ------------------ | ------------------ | ------------------ | ------ | ------ |
| 2005-06            | Salerno            | A1                 | ?          | ?          |                 | -               | -               |                    | -                  | -                  | ?      | ?      |
| 2006-07            | Salerno            | A1                 | ?          | ?          |                 | -               | -               |                    | -                  | -                  | ?      | ?      |
| Totale Salerno     | Totale Salerno     | Totale Salerno     | ?          | ?          |                 | -               | -               |                    | -                  | -                  | ?      | ?      |
| 2011-12            | R.N. Savona        | A1                 | ?          | ?          | C.I.            | -               | -               | C.L. - E.C.        | -                  | -                  | ?      | ?      |
| Totale R.N. Savona | Totale R.N. Savona | Totale R.N. Savona | ?          | ?          |                 | -               | -               |                    | -                  | -                  | ?      | ?      |
| Totale carriera    | Totale carriera    | Totale carriera    | ?          | ?          |                 | -               | -               |                    | -                  | -                  | ?      | ?      |

## Palmarès

### Club
- Campionato montenegrino: 1

Primorac: 2007-08
- Coppa di Serbia e Montenegro: 1

Primorac: 2002-03
- Coppa del Montenegro: 2

Primorac: 2008-09, 2009-10
- Campionato croato: 2

Primorje: 2013-14, 2014-15
- Kup Hrvatske: 2

Primorje: 2013-14, 2014-15
- Eurolega: 1

Primorac: 2008-09
- Coppe LEN: 1

R.N. Savona: 2011-12
- Supercoppa LEN: 1

Primorac: 2009
- Lega Adriatica: 2

Primorje: 2013-14, 2014-15

### Nazionale
- Oro nella World league: 1

Montenegro: Podgorica 2009